# Nodosaure
El nodosaure (Nodosaurus) és un gènere de dinosaure nodosàurid que va viure al Cretaci superior en el que actualment és Nord-amèrica. S'han descobert dos espècimens incomplets a Wyoming i Kansas, i cap crani. És un dels primers dinosaures cuirassats que es van trobar a Nord-amèrica i fou anomenat per Othniel Charles Marsh l'any 1889. Edmontonia Longipes
Aquest ancilosaure feia entre 4 i 6 metres de longitud. Era un ornitisqui amb el cos recobert de plaques dèrmiques, i també pot haver presentat espines al llarg dels costats.